# Gérard Cooreman
Gérard François Marie Cooreman (Gante, 25 de março de 1852 – Bruxelas, 2 de dezembro de 1926) foi um político belga, associado ao Partido Católico da Bélgica.

## Biografia
Nascido em Gand, Cooreman formou-se em Direito, e virou um advogado, mas foi mais activo como um homem de negócios e se envolveu com diversos grupos.
Ocupou cargo de ministro do Trabalho e da Indústria em 1899. Com a queda de Frans Schollaert, Cooreman foi convidade para tornar-se primeiro-ministro, mas recusou o convite. Mais tarde, em 1918, ele aceitou e tornou-se Primeiro-ministro da Bélgica.